# Paul Liot
Paul Louis François Liot, né le 17 avril 1855 dans l'ancien 11e arrondissement de Paris et mort le 9 septembre 1902 à Rethondes (Oise), est un peintre  et dessinateur français.

## Biographie
Paul Liot est le fils de Jean-Baptiste Liot, hôtelier 4-6 rue Taitbout, originaire de Lingreville (1814-1887) et de Laurence Bollen née d'un père belge à Maisons-Laffitte (1817-1871). Dès ses débuts dans la peinture, il semble  avoir partagé ses activités artistiques avec la gestion de l'hôtel familial au moins à partir du décès de sa mère en septembre 1871 mais surtout après celui de son père en juillet 1887, date à partir de laquelle il apparait dans l' Annuaire-almanach du Commerce comme propriétaire de l'établissement avec Louis Hauser, le mari de sa sœur Marie. Même s'il participait déjà à des expositions de peinture dès 1880, il ne se consacrera entièrement à son art qu'à partir de la vente de l'hôtel familial en 1894.
On sait, à la lecture des catalogues des différentes expositions auxquels il a participé, qu'il a été l'élève de Jules Noël, de Johan Jacob Bennetter et d'Antoine Guillemet et qu'il a obtenu une médaille de troisième classe au Salon de 1895, avant d'être nommé quelques mois après en janvier 1896 peintre officiel de la Marine puis, un an plus tard, officier d'Académie.
Paul Liot meurt subitement à l'âge de 47 ans dans un hôtel de Rethondes où il était en villégiature, quelques mois à peine après avoir présenté ses dernières toiles au Salon des artistes français de Paris. Après une cérémonie religieuse en l'église Notre-Dame-de-Lorette le 13 septembre suivant, il est inhumé dans le cimetière Montmartre au côté de ses parents (23e division).  Célibataire, il était domicilié 10 rue Jean-Baptiste-Say dans le 9e arrondissement.
Du 12 au 24 janvier 1903, une exposition de 112 tableaux et études provenant de l'atelier de Paul Liot est organisée à l'initiative de la sœur du peintre par les experts Jules Chaîne et Félix Simonson à la Galerie des Artistes modernes rue Caumartin,. Ce sera la dernière exposition organisée autour de son œuvre.

## Expositions
Salon des artistes français (Société des artistes français)
- Salon de 1880 : La plage d'Hastings (Angleterre) marée basse (août 1879), peinture (n° 2335)[15].
- Salon de 1881 : Rochers au Tréport, marée basse, peinture (n° 1452)[16],[17].
- Salon de 1882 : La baie de Saint-Briac (Ille-et-Vilaine), peinture (n° 1686).
- Salon de 1883 : Les rochers de Donville (Manche), peinture (n° 1531).
- Salon de 1884 : Vue prise à Triel (Seine-et-Oise)., peinture (n° 1550)[18].
- Salon de 1885 : Marée montante à Villerville (Calvados), peinture (n° 1593)[19].
- Salon de 1886 : La pointe de Château-Richeux, près Cancale, peinture (n° 1493).
- Salon de 1887 : L'anse de Plomarc'h à Douarnenez, peinture (n° 1527)[20].
- Salon de 1888 : Le village des Salines de Bricqueville (Manche), peinture (n° 1658)[21]. Mention honorable.
- Salon de 1889 : Le hameau Malherbe, côte de Granville (Manche), peinture (n° 1712)[22].
- Salon de 1890 : Le vieux moulin du Hâble (Manche)[23], peinture (n° 1521)[24].
- Salon de 1891 : La rade de Lorient et l'entrée de l'arsenal, peinture[25].
- Salon de 1892 : Carteret (Manche), peinture (n° 1092) et Les chaumes de Bricqueville (Manche), peinture (n° 1093).
- Salon de 1893 : Locquirec (Finistère), peinture (n° 1138) et Le chemin de la mer, Locquirec, peinture (n°1139).
- Salon de 1894 : Gros temps à Barfleur (Manche), peinture (n° 1184).
- Salon de 1895 : La Trinité-sur-Mer (Morbihan), peinture (n° 1208)[26]. Médaille de troisième classe.
- Salon de 1896 : La pointe d'Enfer, côte sauvage de l'île de Groix (Morbihan), peinture (n° 1269) et Gatteville (Manche), peinture (n° 1270).
- Salon de 1897 : Nod-Coven, île de Bréhat, peinture (n° 1059).
- Salon de 1898 : Le moulin de la Lande, baie de Quiberon (Morbihan), peinture (n° 1307).
- Salon de 1899 : La ferme de Nanscol, Belle-Île-en-Mer (Morbihan), peinture (n° 1239)[27] et Marée basse à Lingreville (Manche), peinture (n° 1240).
- Salon de 1900 : Marée basse à Bricqueville (Manche), peinture (n° 841).
- Salon de 1901 : Gros temps à Honfleur (Calvados), peinture (n° 1307) et Le soir à Auvers-sur-Oise, peinture (n° 1308)[28].
- Salon de 1902 : Le port d'Omonville-la-Rogue (Manche), peinture (n° 1058) et Après la pluie, Omonville, peinture (n° 1059).

Musée des Beaux-Arts de Dijon (Société des Amis des Arts de la Côte-d'Or)
- Exposition de 1883 : La grève de Pontac (île de Jersey), peinture (n° 249)[29]. Médaille de première classe.

Musée de Versailles, salle des Maréchaux (Société des Amis des Arts de Seine-et-Oise)
- Exposition de 1883 : La Seine à Triel (Seine-et-Oise), peinture.
- Exposition de 1884 : Marée basse à Villerville, peinture (n° 290) et Temps couvert à Villerville, peinture (n° 291).
- Exposition de 1885 : Dans les graves de Villerville (Calvados), peinture (n° 267) et Marée basse à Villerville, peinture (n° 268).
- Exposition de 1888 : Entrée de village en Basse-Normandie, peinture (n° 312).
- Exposition de 1889 : La Seine à Saint-Mammès (Seine-et-Marne), peinture (n° 275) et Barque de pêche à Cancale (Ille-et-Vilaine), peinture (n° 276).
- Exposition de 1890 : Cour de ferme à Triel (Seine-et-Oise), peinture (n° 255) et La Seine à Triel, peinture (n° 256).
- Exposition de 1891 : La Roche-Guyon (Seine-et-Oise)[30], peinture (n° 322) et Les dunes de Lingreville (Manche), temps de pluie[31], peinture (n° 323).
- Exposition de 1894 : Les rochers de Locquirec (Finistère), peinture (n° 283).

Musée de Picardie (Société des Amis des Arts du département de la Somme)
- Exposition de 1894 : Une rue de village en Basse-Normandie, peinture (n° 422) et La baie de Saint-Briac, peinture (n° 423).

Musée municipal du Havre (Société des Amis des Arts du Havre)
- Exposition de 1896 : Les falaises de Carteret (Manche), peinture (n° 429) et Barque échouée, peinture (n° 430).
- Exposition de 1899 : Marée montante à Bretteville (Manche), peinture (n° 310).

Grand Palais
- Exposition universelle de 1900 : La Trinité-sur-Mer (Morbihan), peinture (n° 1258). Médaille de bronze.

Autres lieux d'exposition
- Hôtel Bellevue, 39, avenue de l'Opéra à Paris. Exposition personnelle du 11 janvier au 29 février 1892.
- Galerie de la Bodinière, 18, rue Saint-Lazare à Paris. Exposition du 20 janvier au 20 février 1896 avec les peintres Paul-Eugène Mesplès et Marguerite Verboeckhoven[32].

## Œuvres dans les collections publiques
- Musée Quesnel-Morinière de Coutances.
- Musée d'Art contemporain et d'Art régional d'Annecy[33].

## Récompenses
- 1883 : Médaille de première classe décernée par la Société des Amis des Arts de la Côte-d'Or à l'exposition de Dijon.
- 1888 : Mention honorable décernée par le jury de peinture de la Société des artistes français au Salon de Paris[34]
- 1895 : Médaille de troisième classe décernée par le jury de peinture de la Société des artistes français au Salon de Paris[35].
- 1900 : Médaille de bronze décernée par le jury de peintures, cartons et dessins de l'exposition universelle de Paris au Grand Palais[36].

## Distinctions
- 1896 : Peintre officiel de la Marine (arrêté ministériel de janvier 1896)[37].
- 1897 : Officier d'Académie (arrêté ministériel de janvier 1897).

## Prix Paul-Liot
La sœur de Paul Liot, veuve de Louis Hauser, crée via la fondation Hauser, le prix Paul-Liot, doté annuellement de 2 000 francs.
Quelques lauréats :
- 1923 : Paul-Émile Legouez[41]
- 1924 : Gabriel Chauvelon[42]
- 1925 : Charles Martin-Sauvaigo
- 1926 : Marcel Louis Sauvaige
- 1927 : Lucien-Victor Delpy
- 1928 : Thérèse Clément
- 1929 : Lucien Cahen-Michel
- 1930 : Édouard Bernaut[43]
- 1931 : Jean Aubéry[44]
- 1932 : Jules Ribeaucourt[45]
- 1933 : Maurice Pellerier
- 1934 : Suzanne Léger[46]
- 1935 : Maurice Ménardeau
- 1936 : Maurice Martin
- 1937 : Édith Fauquet[47]
- 1938 : Gabriel Blétel[48]
- 1939 : Charles-Henry Bizard
- 1943 : Henriette Le Pesqueux[49]
- 1948 : Hélène Marion-Beaux[50]
- 1954 : Renée Jullien[51]
- 1955 : Robert Gorin[52]
- 1957 : Thérèse Tivoly[53]
- 1960 : Lucie Rivel[54]
- 1961 : Edith Lesenne[55]
- 1963 : Marcel Laquay[56]
- 1964 : Marguerite Portier[57]
- 1965 : Jean-Jacques Bourdel[58]
- 1966 : Hélène Farey[59]
- 1967 : Pierre Gilles
- 1968 : Louis Courtin[60]
- Marie-Louise Cirée